# Schwendt
Schwendt ist eine Gemeinde mit 916 Einwohnern (Stand 1. Jänner 2024) im Bezirk Kitzbühel in Tirol (Österreich).

## Geographie
Schwendt liegt an den Ausläufern des Kaisergebirges im sogenannten Kaiserwinkl im Kohlental, das vom Kohlenbach durchflossen wird. Die höchste Erhebung im Gemeindegebiet ist der Feldberg mit 1813 m.

### Gemeindegliederung
| Katastralgemeinden   | Ortschaften in der Gemeinde                                  |
| -------------------- | ------------------------------------------------------------ |
| Schwendt (30,84 km²) | Schwendt (D) Kohlental (ZH) Schlecht (ZH) Unterschwendt (ZH) |
| Legende              |                                                              |

| In der Spalte Katastralgemeinden sind sämtliche Katastralgemeinden einer Gemeinde angeführt. In der Klammer ist die jeweilige Fläche in km² angegeben. |
| In der Spalte Ortschaften sind sämtliche von der Statistik Austria erfassten Siedlungen, die auch eine eigene Ortschaftskennziffer aufweisen, angeführt. In der Hierarchieebene derselben Spalte, rechts eingerückt, werden nur Ansiedlungen, die mindestens aus mehreren Häusern bestehen, dargestellt. Die wichtigsten der verwendeten Abkürzungen sind: - M = Hauptort der Gemeinde - Stt = Stadtteil - R = Rotte - W = Weiler - D = Dorf - ZH = Zerstreute Häuser - Sdlg = Siedlung - Hgr = Häusergruppe - E = Einzelgehöft (nur wenn sie eine eigene Ortschaftskennziffer haben) Die komplette Liste der Statistik Austria ist in: Topographische Siedlungskennzeichnung nach STAT Zu beachten ist, dass manche Orte unterschiedliche Schreibweisen haben können. So können sich Katastralgemeinden anders schreiben als gleichnamige Ortschaften bzw. Gemeinden. Quelle: Statistik Austria – Liste für Tirol (PDF) |

Die Gemeinde liegt im Gerichtsbezirk Kitzbühel.
Schwendt gehört mit Kössen, Walchsee und Rettenschöss zur Ferienregion Kaiserwinkl und ist Teil der LEADER-Region Kufstein Umgebung - Untere Schranne - Kaiserwinkl.

### Nachbargemeinden
|               | Kössen                                      |                    |
| Walchsee (KU) | Kompassrose, die auf Nachbargemeinden zeigt |                    |
|               |                                             | Kirchdorf in Tirol |

## Geschichte
Der Ortsname leitet sich von „schwenden“ (roden) ab.
Eine gefundene Lappenaxt im Gemeindegebiet von Schwendt weist auf das 8. Jahrhundert hin; erstmals urkundlich genannt wurde der Ort um 1180 im Traditionsbuch des Klosters Raitenhaslach als „Swentǒwe“ und „Swentǒe“, während der Ortsteil Kohlental bereits im Jahr 1151 als „Cholental“ in einer Besitzbestätigungsurkunde für Kloster Rott am Inn aufscheint. Damals befand sich hier schon die wichtige Passroute hinunter nach Kössen, über den Pass Klobenstein, Richtung Aschau in Bayern, und Schwendt fungierte als kleiner Handelsort. In einem Felsüberhang bei Schwendt, der Herrenhauswand, befindet sich auf einem Felsplateau eine Höhlenburg als Mauerrest mit Gerüstlöchern und Balkenauflagen sowie dem Fundament eines Torbaus.
Im Mittelalter wurde auch in Schwendt Bergbau betrieben. In den umliegenden Gebieten fand man Blei und Eisen. Der Bergbau wurde aber gegen Ende des 19. Jahrhunderts eingestellt.
Heute ist Schwendt ein kleiner bäuerlicher Tourismusort. Die Nähe zu Kössen hat den Ort stark beeinflusst.

### Bevölkerungsentwicklung
EinwohnerJahr30040050060070080090010001860189019201950198020102040EinwohnerEinwohnerentwicklung von Schwendt

## Kultur und Sehenswürdigkeiten

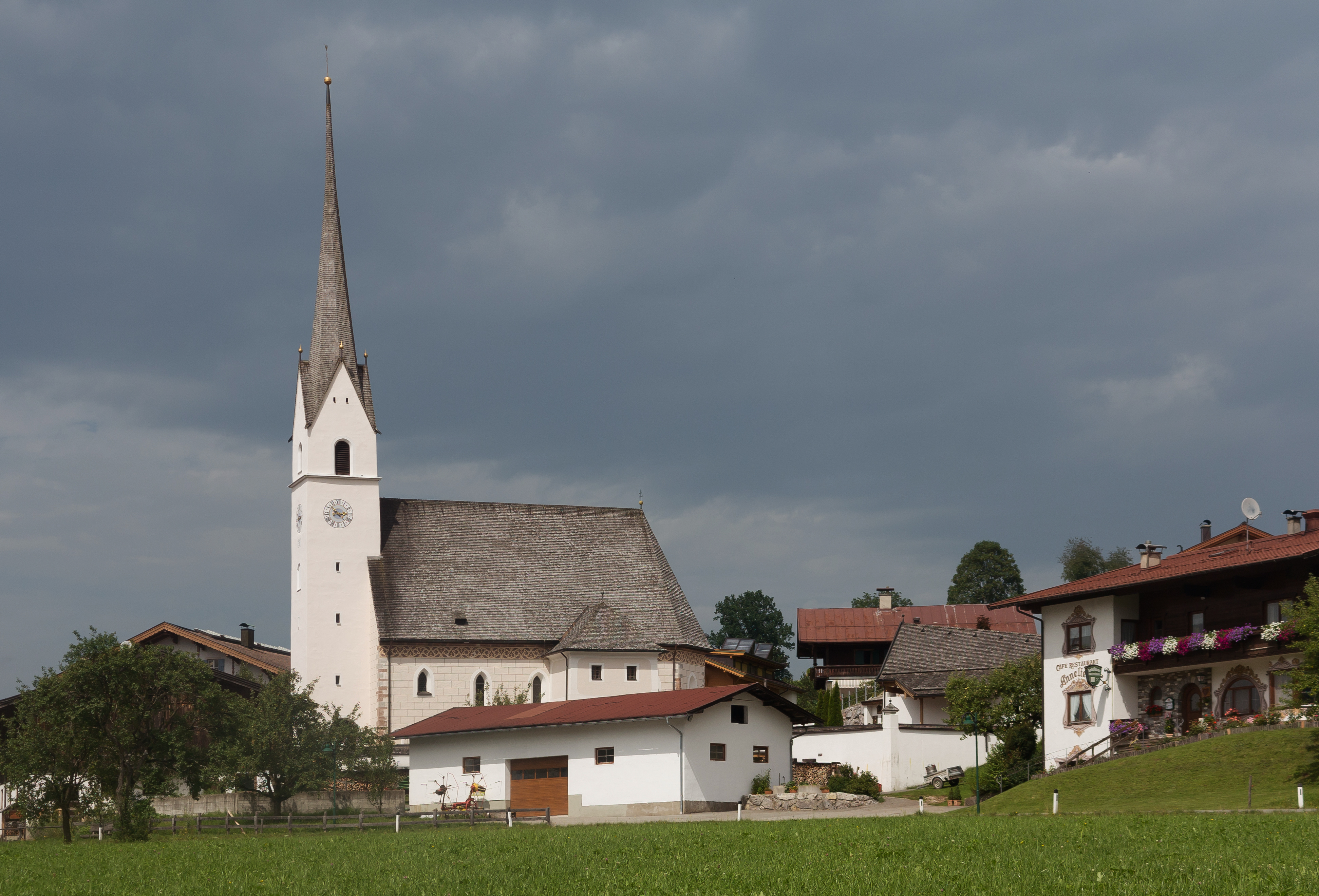
Pfarrkirche Schwendt

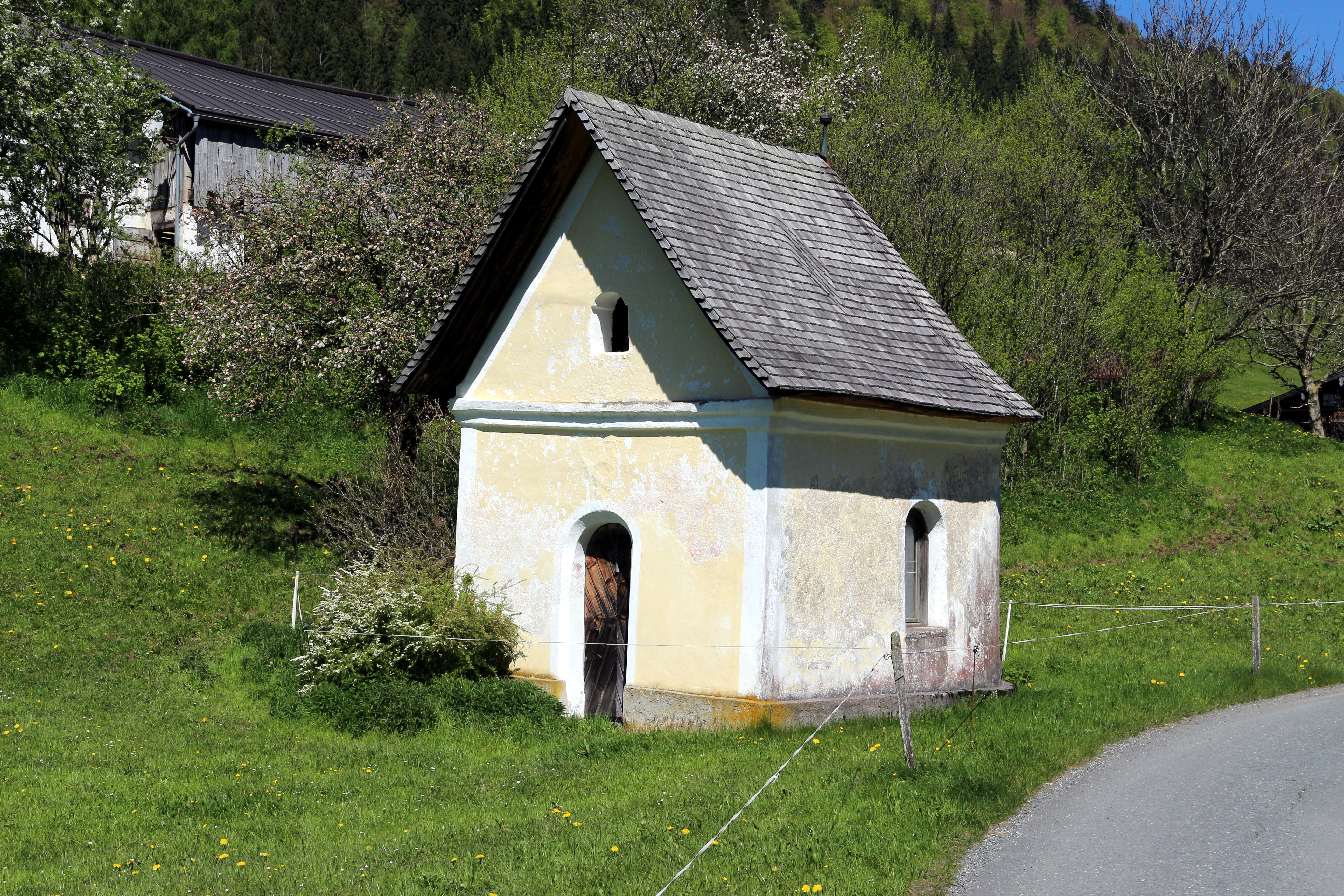
Bichlkapelle

- Katholische Pfarrkirche Schwendt hl. Ägidius
- Bichlkapelle

## Wirtschaft und Infrastruktur

### Wirtschaftssektoren, Arbeitsplätze
Schwendt ist eine landwirtschaftlich geprägte Gemeinde. Obwohl die Anzahl der bäuerlichen Betriebe leicht abnahm, stieg die Anzahl der Erwerbstätigen von 28 im Jahr 2001 auf 48 im Jahr 2011. Im Produktionssektor waren 29 Menschen mit der Herstellung von Waren und vier im Baugewerbe beschäftigt. Die größten Arbeitgeber im Dienstleistungssektor waren die Bereiche Beherbergung und Gastronomie, soziale und öffentliche Dienste und der Handel (Stand 2011).

### Berufspendler
Im Jahr 2011 lebten in Schwendt rund 400 Erwerbstätige. Davon arbeiteten 120 in der Gemeinde, mehr als siebzig Prozent pendelten aus.

## Politik

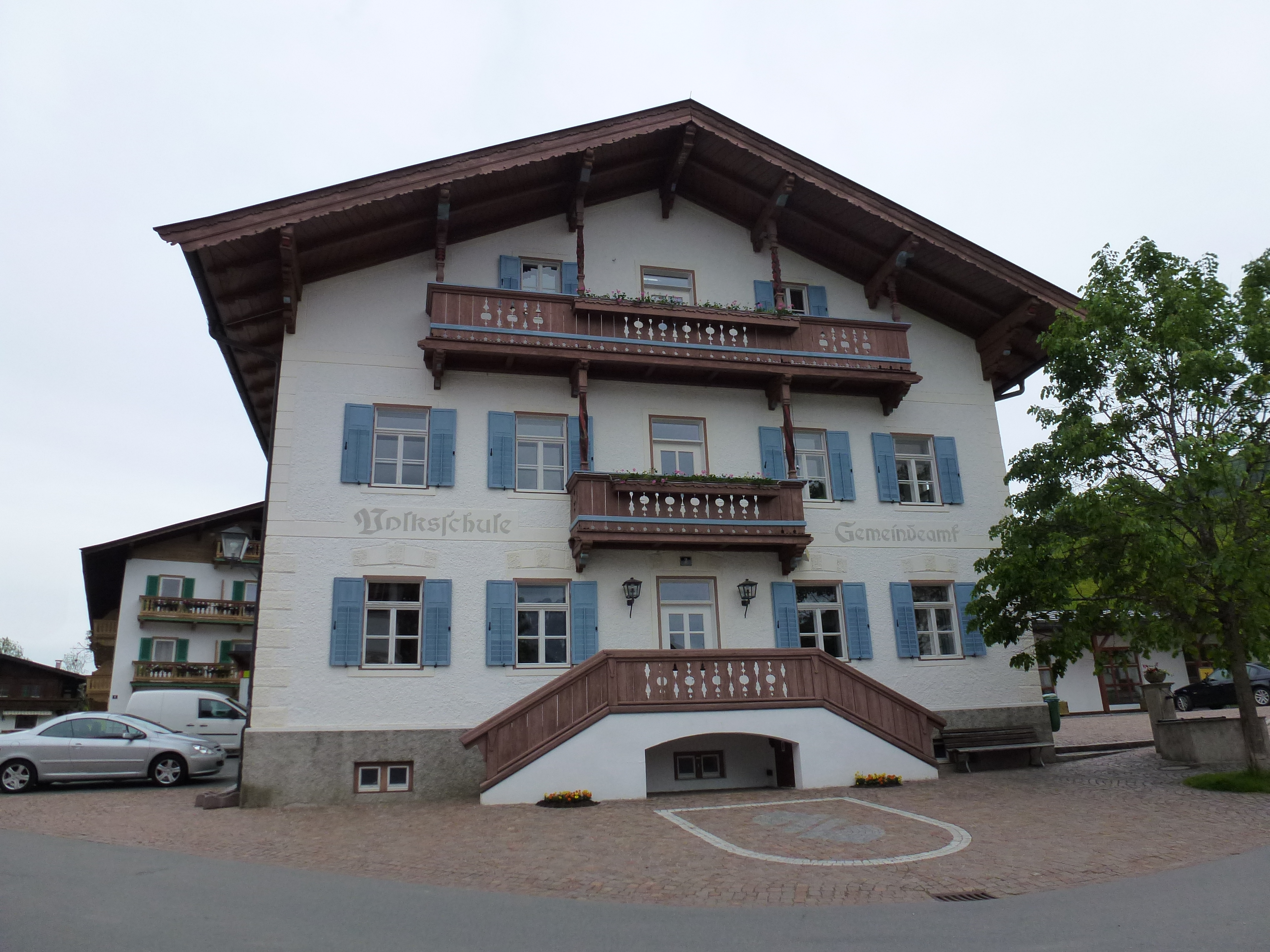
Gemeindeamt Schwendt

### Gemeinderat
| Partei                                                     | 2022  | 2022    | 2016  | 2016    | 2010  | 2010    |
| Partei                                                     | %     | Mandate | %     | Mandate | %     | Mandate |
| ---------------------------------------------------------- | ----- | ------- | ----- | ------- | ----- | ------- |
| Allgemeine Bürgerliste Schwendt                            | 47,65 | 5       | 64,84 | 7       |       |         |
| Gemeinsam für Schwendt                                     | 52,35 | 6       | 35,16 | 4       | 45,87 |         |
| Allgemeine Bürgerliste, Bürgermeister Sebastian Haunholter |       |         |       |         | 54,13 |         |

### Bürgermeister
- 1980–1992 Anton Leitner
- 1992–2016 Sebastian Haunholter
- 2016–2022 Richard Dagn
- seit 2022 Jürgen Kendlinger

### Wappen
Das Gemeindewappen wurde 1981 verliehen: In Rot zwei schräglinksgestellte, voneinander abgewendete schwarze Äxte.
Die Äxte stehen für den Rodungsnamen der Gemeinde.
Die Farben der Gemeindefahne sind schwarz-rot.

## Persönlichkeiten

### Ehrenbürger der Gemeinde
- Anton Leitner, Altbürgermeister von Schwendt
- Sebastian Haunholter (* 1950), 1992–2016 Bürgermeister von Schwendt[11]

### Mit der Gemeinde verbundene Persönlichkeiten
- Gebhard Bendler (* 1983), Journalist, Historiker, Berg- und Skiführer sowie Sportkletterer
- Markus Bendler (* 1984), Kletterer